# Sarah Michael
Sarah Michael es una delantera de fútbol de Nigeria, que juega actualmente para KIF Örebro DFF en el Damallsvenskan de Suecia.
Es miembro del equipo nacional de Nigeria, y participó en las Olimpiadas de 2008 y la Copa del Mundo de 2011.